# August Knoch (Architekt)
Gustav August Georg Knoch (geboren 22. Dezember 1858 in Hannover; gestorben 7. Januar 1944 in Zwickau) war ein deutscher Architekt, Beamter der Preußischen Militär-Bauverwaltung und Autor zu Städtebau, Architektur und Bildhauerkunst.

## Leben
Knoch wurde in der Residenzstadt des Königreichs Hannover geboren als Sohn des Buchdrucker-Faktors Gustav Heinrich Christian Karl Knoch und der Dorothee Marie Auguste Knoch, geborene Töteberg. Seine Eltern ließen ihn im Beisein seiner Paten evangelisch-lutherisch in der Gartenkirche taufen. Er besuchte ab 1865 bis 1877 die hannoversche Realschule I. Ordnung, an der er Ostern 1877 sein Abitur ablegte. Ab 1877 studierte er an der Polytechnischen Schule – die ab 1879 als Technische Hochschule fungierte – als Schüler unter anderem von Conrad Wilhelm Hase. Noch während seines Studiums wurde Knoch 1880 Gründungsmitglied der Bauhütte zum weißen Blatt.
1882 legte er seine Bauführer-Prüfung für das Hochbau-Fach ab, trat im selben Jahr dem Architekten- und Ingenieur-Verein Hannover bei. Nach einer Tätigkeit als Regierungsbauführer wirkte er ab 1885 als Regierungsbaumeister, von 1892 an als Garnison-Bauinspektor und bis 1893 als technischer Hilfsarbeiter beim 10. Armee-Korps, Intendantur Hannover. Unterdessen hatte er 1889 in Hannover geheiratet; Ida, geborene Wagner, starb jedoch schon 1894.
Von 1893 bis 1898 arbeitete Knoch als Garnison-Bauinspektor beim 16. Armee-Korps in der Intendantur Metz in Lothringen.
Von 1898 bis 1903 war Knoch als Garnison-Bauinspektor für das 17. Armee-Korps in der Intendantur Thorn in Westpreußen tätig.
Nach seiner Ernennung zum Baurat im Jahr 1903 wirkte er bis 1907 als Militär-Bauinspektor für das 7. Armee-Korps in der Intendantur Minden in Westfalen, anschließend bis 1912 als Militär-Bauinspektor und technischer Hilfsarbeiter für das 11. Armee-Korps in der Intendantur Kassel.
Als Geheimer Baurat schied er 1912 aus dem Dienst aus; etwa zeitgleich trat der „Militärbaurat August Knoch in Kassel“ auch aus dem  Verein für hessische Geschichte und Landeskunde aus.
Während seines Ruhestands, den er im hannoverschen Stadtteil Waldhausen verlebt, begann er mit der Veröffentlichung zahlreicher illustrierter Beiträge in Fachzeitschriften zur Architektur und Bildhauerkunst. Für seine dafür aufgenommenen eigenen Fotografien war er teils während des Ersten Weltkrieges beispielsweise nach Dinkelsbühl gereist.
1918 wurde er eines der Gründungsmitglieder des in Hannover ansässigen niedersächsischen Baumuseumsvereins.
Hochbetagt starb August Knoch 1944 im Alter im 88. Lebensjahr im Alters- und Pflegeheim am Schlobigplatz 22 in Zwickau. Seine Familie, die die Todesanzeige am 10. Januar des Jahres im Hannoverschen Kurier aufgab, ließ seinen Leichnam zur Beisetzung nach Hannover überführen.

## Publikationen
- Der Dachschiefer in der Baupraxis. Bezugsquellen Deckung, Verdingung und Vorschläge zur Hebung der deutschen Schieferindustrie, Berlin: Ernst, 1895
- Kunst und Kunstirrtümer im Monumental- und Städtebau. Beispiele fehlerhafter Anlagen. Neue Vorschläge. Künstler, Techniker, Jurist. Berlin, Paris. Opernhaus und Allerlei / A. Knoch, Hannover: Helwingsche Verlagsbuchhandlung, [1913]; Inhaltsverzeichnis
- im Hannoverschen Courier:
  - Das Eingangstor der Stadt Linden und seine Umgestaltung, Abend-Ausgabe, zweites Blatt vom 14. Mai 1913, S. 5
  - Neuere hannoversche Architektur und Bildhauerkunst, zweite Ausgabe vom 30. Oktober 1921, S. 2–3
- Tafel 14: Vorschlag zu dem Durchbruch (I und II) nach dem neuen Rathausplatz in Hannover, Studie zum Durchbruch der hannoverschen Altstadt, in: Der Städtebau, 1915, Heft 2, S. 24–26
- in der Deutschen Bauzeitung:
  - Zum Gedächtnis von Konrad Wilhelm Hase (2. Oktober 1818—29. März 1902), 1914, Nr. 51, S. 493–497; PDF-Dokument über die Brandenburgische Technische Universität Cottbus-Senftenberg
  - Gotische Bauwerke in Nord-Frankreich,
    - 1916, Nr. 88, S. 457–460 (Teil I)
    - 1916, Nr. 89, S. 461–463, 467 (Teil II)

  - Aus Dinkelsbühl. Nördlicher Torturm. Photographische Aufnahme von Geh. Baurat August Knoch in Hannover, Bildbeilage in Nr. 44 von 1917
  - Eine Hauptstrasse mit der Kirche. Photographische Aufnahme von Geh. Baurat August Knoch in Hannover, Bildbeilage in Nr. 54 von 1917
  - Eine Hauptstrasse. Photographische Aufnahme von Geh. Baurat August Knoch in Hannover, Bildbeilage in Nr. 78 von 1917
  - Strassenbild mit Hauptkirche. Photographische Aufnahme von Geh. Baurat August Knoch in Hannover, Bildbeilage in Nr. 84  von 1917
  - Querstrasse mit Mauerturm. Photographische Aufnahme von Geh. Baurat August Knoch in Hannover, Bildbeilage in Nr. 90 von 1917
- Die Kathedrale von Amiens, in: Zentralblatt der Bauverwaltung, 38. Jahrgang (1918), Nr. 30, S. 145
- A. Knoch (Bearb.): Hildesheim (= Deutschlands Städtebau), hrsg. vom Magistrat der Stadt Hildesheim, Berlin-Halensee: "Dari", Deutscher Architektur- und Industrie-Verlag – [Leipzig]: [F. Volckmar], 1921; Inhaltsverzeichnis
- Geheimrat Knoch: Der Lehrstuhl für mittelalterliche Baukunst in Hannover in Gefahr. In: Hannoverscher Anzeiger, Nr. 232 vom 2. Oktober 1924, Beilage 1 (zugleich im Archiv der TIB/Universitätsarchiv Hannover; Signatur Hann. 146 A, Acc. 63/81, Nr. 128)[4]

## Archivalien
Archivalien von und über August Knoch finden sich beispielsweise
- im Archiv der Bauhütte Hannover, das teils im Stadtarchiv Hannover, teils im Vereinshaus Braunstraße 28 verwahrt wird;
- im Stadtarchiv Hannover unter dem Titel Knoch, August; Königlicher Regierungs-Baumeister/Bauinspektor/Bürgerkind, verheiratet mit Knoch geb. Wagner, Ida (1889–1894), Bestand 1.AA.5.04, Nr. 14187
- im Architekturmuseum der Technischen Universität Berlin unter dem Titel »Conkurrenz-Entwurf zu einem Jagdrendezvous« (Monatskonkurrenz, Dezember 1884), Inventar-Nummern MK 58-011 – MK 58-013